# 波羅希 (文尼察州)
48°14′27″N 28°19′22″E / 48.24083°N 28.32278°E
波羅希（烏克蘭語：Пороги），是烏克蘭的村落，位於該國西南部文尼察州，由莫希利夫-波迪利斯基区扬皮尔市镇負責管轄，處於德涅斯特河畔，始建於1900年，面積2.22平方公里，海拔高度77米，2001年人口820。